# Forbundsdagsvalget 2025
Forbundsdagsvalget 2025 blev udskrevet af forbundspræsident Frank-Walter Steinmeier 27. december 2024 til afholdelse 23. februar 2025. Valget var en konsekvens af den tyske regeringskrise i efteråret 2024, hvor Forbundsdagen havde udtrykt mistillid til forbundskansler Olaf Scholz. Stemmeprocenten endte med 82,50 % som den højeste siden genforeningen i 1990.
Valgret havde tyske statsborger, der var fyldt 18 år senest på valgdagen. Man havde to stemmer, hvoraf den første gik til en kandidat fra valgkredsen. Dem findes der 299 af med ca. 250.000 tyske statsborger i hver. Andenstemmen handler om fordelingen af mandater. Der skulle vælges 630 medlemmer til Forbundsdagen. Spærregrænsen er på 5 %.

## Resultat
Følgende partier blev valgt ind i Forbundsdagen: I parentes er antal mandater.
- CDU/CSU 28,5 % (208)
- Alternative für Deutschland: 20,8 % (152)
- SPD: 16,4 % (120)
- De grønne: 11,6 % (85)
- Die Linke: 8.8 % (64)

Under spærregrænsen på 5 % sluttede:
- FDP: 4,3 %
- BSW: 4,97 %
- Sydslesvigsk Vælgerforening: 0,2 %

Sydslesvigsk Vælgerforening er som mindretalsparti undtaget fra spærregrænsen på 5 % og er dermed også valgt ind i Forbundsdagen med et enkelt mandat.
Herunder ses resultatet af valget pr. delstat og pr. valgkreds:
| Resultatet pr. delstat og pr. valgkreds: | Resultatet pr. delstat og pr. valgkreds: |
| ---------------------------------------- | ---------------------------------------- |
|                                          |                                          |
| Vindere af hver enkelt delstat.          | Fordeling af mandater pr. valgkreds.     |